# Santo Pecora
Santo Pecora, all'anagrafe Santo Pecoraro (New Orleans, 21 marzo 1902 – New Orleans, 29 maggio 1984), è stato un trombonista statunitense, di origini italiane.
È noto per la sua collaborazione di lunga data con i musicisti di jazz a New Orleans. Il suo cognome diventa Pecora, per distinguersi dal suo omonimo cugino batterista, anch'egli nominato all'anagrafe come Santo Pecoraro. Assieme i due hanno anche suonato nelle stesse formazioni.

## Carriera
Pecora inizia a suonare il corno francese, ma da adolescente passa al trombone. Ha suonato in orchestre che accompagnano i film muti, assieme a personaggi come Johnny De Droit e Leon Roppolo. Ha inciso  con la cantante Bee Palmer nel 1920, per poi unirsi ai New Orleans Rhythm Kings nella prima metà del decennio.
Trasferitosi a Chicago nella seconda metà degli anni'20, suona in varie formazioni jazz, sino a divenire un grande sideman band  nei primi anni'30.
Ha inciso con Sharkey Bonano nel 1930, e poi con Manone Wingy in California.
Nel 1940 fa ritorno a New Orleans, dove ha continuato a lavorare con Bonano, oltre a fare regolari concerti sui battelli e nei locali notturni. È rimasto un punto fermo della scena locale fino al 1960.